# Andreas Bindhammer

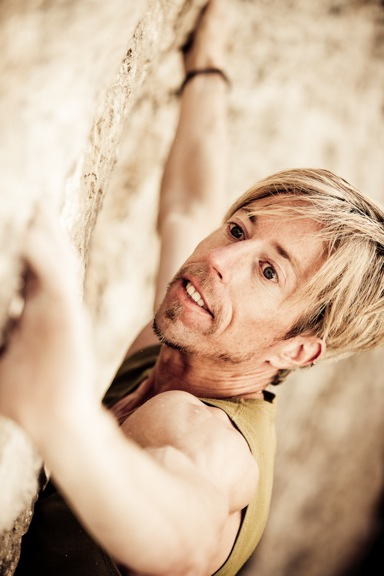
Andreas Bindhammer

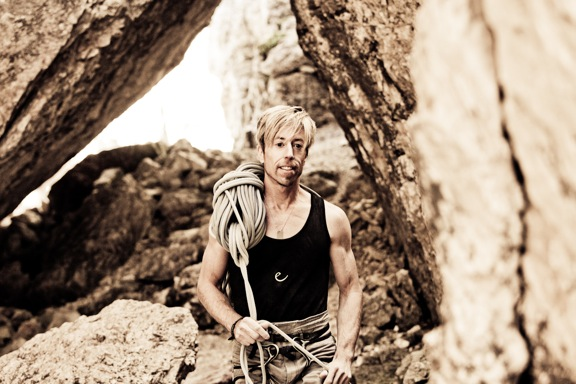
Andreas Bindhammer

Andreas Oliver Bindhammer (* 16. April 1973 in Landshut) ist ein deutscher Unternehmer, Extremkletterer und ehemaliger Wettkampfkletterer.

## Leben
Schon als Kind war der geborene Landshuter mit seiner Familie und vor allem seinem Bruder Christian Bindhammer und seinem Vater häufig in den Alpen und im Klettergarten unterwegs. Über den DAV kam er zum Wettkampf-Klettern.
1995 wurde er Deutscher Meister im Schwierigkeitsklettern und war Ende der Neunziger auch in der internationalen Kletterspitze angekommen. Mit einem zweiten Platz im Weltcup der Schwierigkeitskletterer in Prag sorgte er 1997 für Aufsehen und konnte zwei Jahre später in Wien einen Weltcup gewinnen. Diese Saison war auch international für Bindhammer die erfolgreichste, er belegte am Ende den dritten Platz in der Gesamtweltcup.
Am Anfang des neuen Jahrtausends begann sich Andreas Bindhammer mehr auf die nationale Kletterszene zu konzentrieren und konnte von 2002 bis 2004 den Deutschen Sportklettercup und 2006 die Deutsche Meisterschaft für sich entscheiden. Seinen letzten internationalen Auftritt hatte er beim Worldcup im Jahr 2006 in Singapur.
Danach begann Andreas Bindhammer verstärkt draußen am Fels zu klettern und eigene, neue Routen zu finden.
Er gründete gemeinsam mit seinem Bruder Christian Bindhammer, der selbst zur deutschen Kletterspitze gehört, die Firma MasterRange GbR. Mit dieser Firma gestalteten und realisierten die beiden Brüder Kletterwände und vertrieben Outdoor-Equipment. Später wurde die Gesellschaft in zwei Unternehmen MasterRange Climbing Walls  und eXXpozed – sports & fashion aufgeteilt.
Am 11. April 2025 musste Bindhammer nach andauernden finanziellen Schwierigkeiten seines Unternehmens eXXpozed – sports & fashion Insolvenz anmelden.

## Erfolge

### Wettkämpfe
National
- Platz 1: Deutsche Meisterschaft Lead – Wuppertal 2006
- Platz 1: Deutscher Sportklettercup – Kempten 2005
- Platz 1: Deutscher Sportklettercup – Heilbronn 2004
- Platz 1: Deutscher Sportklettercup – Forchheim 2004
- Platz 1: Deutscher Sportklettercup – Köln 2003
- Platz 1: Deutscher Sportklettercup – Ottobeuren 2002
- Platz 1: Deutscher Sportklettercup – Münster 2002
- Platz 1: Deutscher Sportklettercup – München ISPO 2002
- Platz 1: Deutsche Meisterschaft Lead – Mannheim 1995
- Gesamtsieger Deutscher Sportklettercup 2002, 2003, 2004

International
- Platz 3: Int. Masters – Guangdong (CHN) 2004
- Platz 1: Int. Maléclimbing Masters – Malé (I) 2003
- Platz 7: Weltcup (lead) – Shenzhen (CHN) 2003
- Platz 6: Weltcup (lead) – Valence (F) 2003
- Platz 2: Klimax Goldfinger – Puurs (BEL) 2003
- Platz 1: Klimax Goldfinger – Puurs (BEL) 2001
- Platz 3: Weltcup (lead) – Kranj (SLO) 2000
- Platz 1: Weltcup (lead) – Wiener Neustadt (AUT) 1999
- Platz 2: Weltcup (lead) – Prag (CZE) 1997
- Platz 3: Gesamtweltcup 1999.[4]

### Fels
Erstbegehungen
- Vitamania 8c+, 1999
- Andiamo 8c+, 2000
- KinematiX 9a, 2001
- Hades 9a, 2008
- St Anger 9a, 2008
- X-Hale 9a, 2011

Wiederholungen
- Shangri-La 8c+, 2001
- Ground Zero 9a, 2002
- Zauberfee 8c+, 2003
- Sakrileg 8c+, 2005
- Illuminati 8c+, 2006
- TripTikTonik 8c+, 2006
- Abysse 9a/a+, 2006'
- L´Ideal Chimerique 8c/c+, 2006
- En Depit du Bon Sens 8c/c+, 2006
- La Rambla 9a+, 2007
- Broadway 8c+/9a, 2007
- PuntX 9a/a+, 2008
- Big Hammer 9a, 2008
- Frontman Deluxe 8c+/9a, 2009
- La Novenia Enmienda 9a+, 2009
- Biographie 8c+, 2010
- Kreuzigung 9a, 2010
- Mind Control 8c+, 2014
- La Esencia de la Resistencia 8c+, 2014

## Nachweise
1. ↑  Impressum. In: früherer Online-Shop von Andreas Bindhammer. Archiviert vom Original (nicht mehr online verfügbar) am 27. August 2017; abgerufen am 13. Juli 2021 (Seite hat heute anderen Inhalt, da Shop in anderer Rechtsform; als Beweis für zweiten Vornamen).
2. ↑  Homepage (Memento des Originals vom 15. Mai 2009 im Internet Archive)  Info: Der Archivlink wurde automatisch eingesetzt und noch nicht geprüft. Bitte prüfe Original- und Archivlink gemäß Anleitung und entferne dann diesen Hinweis. von Andreas Bindhammer
3. ↑  Lutz Reiche, manager magazin: Exxpozed: Onlinehändler meldet Insolvenz an – Kunden verlieren Geld. (manager-magazin.de [abgerufen am 12. Juni 2025]).
4. ↑  Andreas Bindhammer (Memento vom 16. November 2014 im Internet Archive) auf der Homepage von Bergleben

| Personendaten    | Personendaten                |
| ---------------- | ---------------------------- |
| NAME             | Bindhammer, Andreas          |
| ALTERNATIVNAMEN  | Bindhammer, Andreas Oliver   |
| KURZBESCHREIBUNG | deutscher Wettkampfkletterer |
| GEBURTSDATUM     | 16. April 1973               |
| GEBURTSORT       | Landshut                     |